# Noordelijke klaverzandbij
De noordelijke klaverzandbij (Andrena intermedia) is een vliesvleugelig insect uit de familie Andrenidae. De wetenschappelijke naam van de soort is voor het eerst geldig gepubliceerd in 1870 door Carl Gustaf Thomson.